# Cống Vị
Cống Vị là một phường thuộc quận Ba Đình, thành phố Hà Nội, Việt Nam.

## Địa lý
Phường Cống Vị có diện tích 0,52 km², dân số năm 2021 là 16.330 người, mật độ dân số đạt 31.403 người/km².

## Lịch sử
Cống Vị được hình thành cách đây gần một nghìn năm ở phía Tây kinh thành Thăng Long. Đó là một vùng đất cổ đã được phù sa sông Hồng bồi đắp.
Hà Nội xưa có nhiều sông ngòi nằm trong vùng. Để để phòng lũ lụt, người ta cho đắp một đường thành bao bọc gọi là La Thành. Đến năm 864, Cao Biền đời nhà Đường sang thay thế đã mở rộng là Đại La thành, đến nay vẫn còn vết tích.

Trong suốt ba thế kỷ thống trị của nhà Đường, trong một thời gian, các vùng như Quần Ngựa, Ngọc Hà, gò Long Thủ,...hầu như không có dân sinh sống, ruộng bỏ hoang, cây cối rậm rạp, cỏ mọc um tùm: 
" Mênh mang hồ nước sình lầy
Nhấp nhô đồi núi, rừng cây bạt ngàn"
Từ năm 1010, khi Lý Công Uẩn rời đô ra Thăng Long, thành Đại La được tu sửa, bồi đắp và mở cửa ô Bảo Khánh (phía Tây Cống Vị).
Vào thế kỷ XI, người dân nghèo ven sông Đuống đã xin nhà vua sang Thăng long khai hoang. Họ cùng nhau khai phá miền rừng cây rậm rạp, đồng lầy, cỏ mọc hoang vu dọc bờ sông Tô Lịch lập nên mười ba trại. Đó là các trại: Vạn Phúc, Vĩnh Phúc, Đại Yên, Thủ Lệ, Ngọc Khánh, Ngọc Hà, Liễu Giai, Kim Mã, Hữu Tiệp, Giảng Võ, Cống Vị, Cống Yên, Xuân Biểu.
Phường Cống Vị hiện nay do sáu trại hình thành. Đó là các trại: Cống Yên, Vĩnh Phúc, Cống Vị, Vạn Phúc Thượng, Liễu Giai và Kim Mã Thượng.
Sáu trại trên thuộc phủ ứng Thiên, kinh thành Thăng Long.
Thời vua Lê, phủ ứng Thiên đổi là phủ Phụng Thiên gồm 2 huyện Vĩnh Xương và Quảng Đức. Các trại thuốc Tổng nội huyện Quảng Đức.
Thời Nguyễn, năm Gia Long thứ 4 (1805) huyện Quảng Đức đổi thành huyện Vĩnh Thuận.
năm Minh Mạng thứ 12 (1831), thành Thăng Long bị xóa tên, thành lập tỉnh Hà Nội. Phủ Hoài Đức thuộc tỉnh Hà Nội gồm 3 huyện: Vĩnh Xương, Vĩnh Thuận, Từ Liêm. Các trại trên đổi thành xã thuộc Tổng Nội, huyện Vĩnh Thuận.
Năm 1899, thực dân Pháp đổi các xã thành "Thôn" thuộc Tổng Nội, huyện Hoàn Long.
Sau Cách Mạng tháng 8/1945, chỉnh phủ nước Việt Nam dân chủ cộng hòa bỏ cấp tổng nhưng vẫn duy trì đơn vị hành chính ngoại thành. Sáu thôn trên thuộc khu Đại La ngoại thành Hà Nội.
Tháng 10/1954, giải phóng Thủ đo, chính quyền cách mạng vẫn để cấp "thôn" thuộc Quận.
Ngày 24/11/1975, tổ chức bầu cử Hội đồng nhân dân thành phố khóa I, các đơn vị hành chính được chia thành 4 quận nội thành và 4 quận ngoại thành. Sau cải cách ruộng đất và sửa sai, các thôn ở ngoại thành sáp nhập thành xã.
Các thôn Vạn Phúc Thượng, Cống Vị, Vĩnh Phúc, Liễu Giai, Kim Mã Thượng...thuộc xã Phúc Lệ.
3/1958 có quyết định bỏ cấp quận, 36 khu phố được sắp xếp lại thành 12 khu phố trực thuộc, dưới có 242 khối phố. Các thôn Cống Vị, Liễu Giai đổi thành,... khối phố.
31/5/1968, thành lập các tiểu khu Ba Đình có 35 tiểu khu và các khối phố Vĩnh Phúc, Liễu Giai, Cống Vị trở thành các Tiểu khu có Ban đại diện hành chính.
Ngày 16/1/1979, khu phố Ba Đình được sắp xếp lại còn 15 tiểu khu. Trong đó, tiểu khu lớn Cống Vị được thành lập trên cơ sở thống nhất ba tiểu khu nhỏ: Vĩnh Phúc, Liễu Giai, Cống Vị.
1/1981, Hội đồng Bộ trưởng quy định thống nhất gọi khu phố là Quận và Tiểu khu là Phường. Sáu làng cổ là Vĩnh Phúc, Liễu Giai, Cống Yến, Cống Vị, Vạn Phúc Thượng và Kim Mã thượng chính thức nằm trong địa giới phường Cống Vị từ đó.
Năm 2005, theo Nghị định của Chính phủ ban hành ngày ngày 5 tháng 1 năm 2005, phường Cống Vị sẽ phân tách làm 3 phường: Cống Vị, Vĩnh Phúc và Liễu Giai...